# María Teresa Valdés
María Teresa Valdés, född 11 april 1961, död 1 juni 2003, var en spansk bågskytt. Hon deltog vid olympiska sommarspelen 1988.